# Blepharhymenus tenuicornis
Blepharhymenus tenuicornis är en skalbaggsart som först beskrevs av Thomas Casey 1911.  Blepharhymenus tenuicornis ingår i släktet Blepharhymenus och familjen kortvingar. Inga underarter finns listade i Catalogue of Life.